# Cronologia da crise das caricaturas de Maomé

## 2005
- 30 de setembro: o jornal conservador Jyllands-Posten, o de maior tiragem da imprensa dinamarquesa, publica 12 caricaturas com o título de "As faces de Maomé".[1][2] Os representantes da comunidade muçulmana na Dinamarca exigem a retirada das charges e um pedido de desculpas oficial.
- 12 de outubro: o redator-chefe do Jyllands-Posten afirma ter recebido ameaças de morte.
- 14 de outubro: milhares de pessoas gritam "Só existe um Deus e Maomé é seu profeta" em uma manifestação em Copenhague.
- 20 de outubro: onze embaixadores de países muçulmanos na Dinamarca protestam contra a publicação das caricaturas. O primeiro-ministro, Anders Fogh Rasmussen, se nega a recebê-los.
- 29 de dezembro: os ministros árabes das Relações Exteriores reunidos na sede da Liga Árabe, no Cairo, "rejeitam e condenam este ataque contra a santidade das religiões, dos profetas e dos nobres valores do Islã".

## 2006
- 5 de janeiro: Dinamarca e Liga Árabe decidem distribuir nos países árabes uma carta do primeiro-ministro dinamarquês que, embora defenda a liberdade de expressão, condena "toda ação ou declaração que trate de demonizar determinados grupos devido à sua religião ou etnia".
- 10 de janeiro: a revista cristã norueguesa Magazinet publica as caricaturas em nome da "liberdade de expressão", com a autorização do Jyllands-Posten.
- 21 de janeiro: a União Internacional de Ulemás Muçulmanos ameaça no Cairo incitar "milhões de muçulmanos do mundo a boicotar os produtos e as atividades dinamarquesas e norueguesas".
- 26 de janeiro: Arábia Saudita decide pelo retorno de seu embaixador em Copenhague para consultas. A empresa de lacticínios sueco-dinamarquesa Arla Foods começa a sofrer os efeitos do boicote na Arábia Saudita, que rapidamente se estende para Kuwait, Emirados Árabes Unidos, Jordânia e para a região do Magrebe.
- 30 de janeiro: os países escandinavos anunciam medidas para proteger seus cidadãos residentes no Oriente Médio. O Jyllands-Posten pede desculpas aos muçulmanos ofendidos pelas caricaturas, em uma carta à agência jordaniana Petra.
- 31 de janeiro: a Magazinet pede desculpas apara aqueles que ficaram ofendidos com a sua iniciativa. Os ministros do Interior dos países árabes, reunidos em Tunis, pedem ao governo dinamarquês que "puna com firmeza" os autores das caricaturas.
- 1º de fevereiro: vários jornais europeus publicam as caricaturas em nome da liberdade de imprensa.
- 4 de fevereiro: as embaixadas da Dinamarca e da Noruega em Damasco são incendiadas.
- 5 de fevereiro: os protestos violentos contra as caricaturas se estendem pelo mundo árabe.
- 6 de fevereiro: quatro manifestantes afegãos são mortos a tiros durante as manifestações de protesto em Mihtarlam (Afeganistão) e Cabul contra as caricaturas. Na Somália morreu um outro manifestante e várias pessoas ficaram feridas em Bossaso (nordeste do país) durante um confronto entre as forças de segurança. Centenas de iranianos atacam as embaixadas da Dinamarca e da Áustria em Teerã, ao mesmo tempo em que a República Islâmica decide suspender seus intercâmbios comerciais com os dinamarqueses.
- 6 de fevereiro: Os chefes de redação dos dois jornais jordanianos que foram detidos em 4 de fevereiro por terem publicado as caricaturas, e posteriormente foram libertados, voltaram a ser presos em Amã, depois da apelação do promotor-geral.
- 7 de fevereiro: quatro manifestantes afegãos morrem durante o ataque a um campo da Força Internacional de Assistência à Segurança (ISAF) no Afeganistão administrado pelo exército norueguês em Maimana, no norte do país.
- 7 de fevereiro: Um turco de 16 anos é detido pelo assassinato, no dia 5, de um padre católico italiano em Trebizonda, nordeste da Turquia. O canal NTV assegura que o jovem confessou ter matado o padre por causa das caricaturas.
- 9 de fevereiro: o jornal dinamarquês Jyllands Posten pediu desculpas aos muçulmanos por ter publicado a série de 12 charges do profeta Maomé em carta transmitida à imprensa argelina por meio da embaixada da Dinamarca em Argel.